# 建國科技大學
建國科技大學（英語：Chienkuo Technology University，CTU），創立於1965年，位於臺灣彰化縣彰化市，前身為私立建國商業專科學校，2004年奉教育部核准改名為建國科技大學；目前現有工程、設計暨管理、生活科技3個學院以及16個系、5個研究所碩士班。

## 沿革

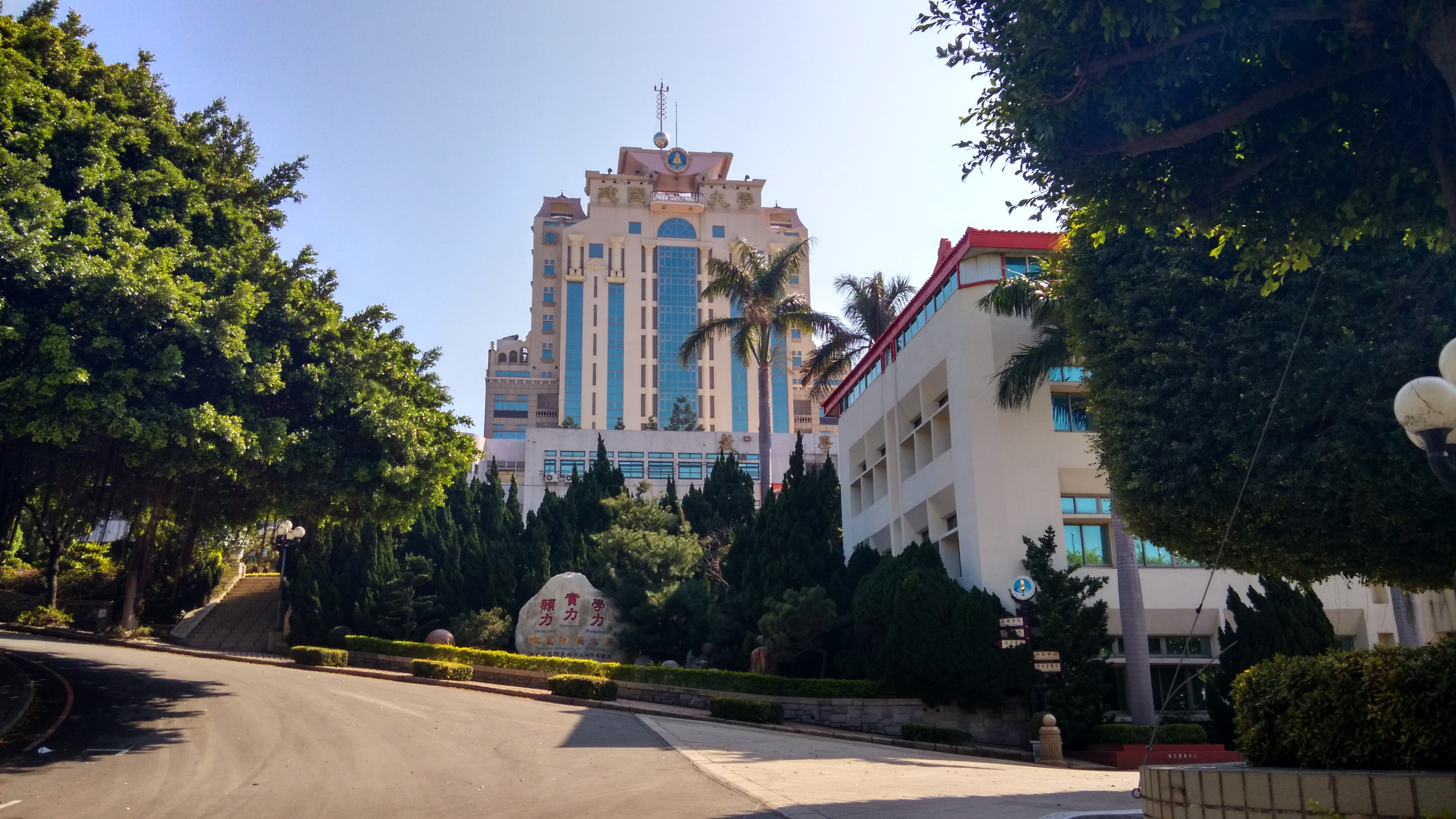
校園一景

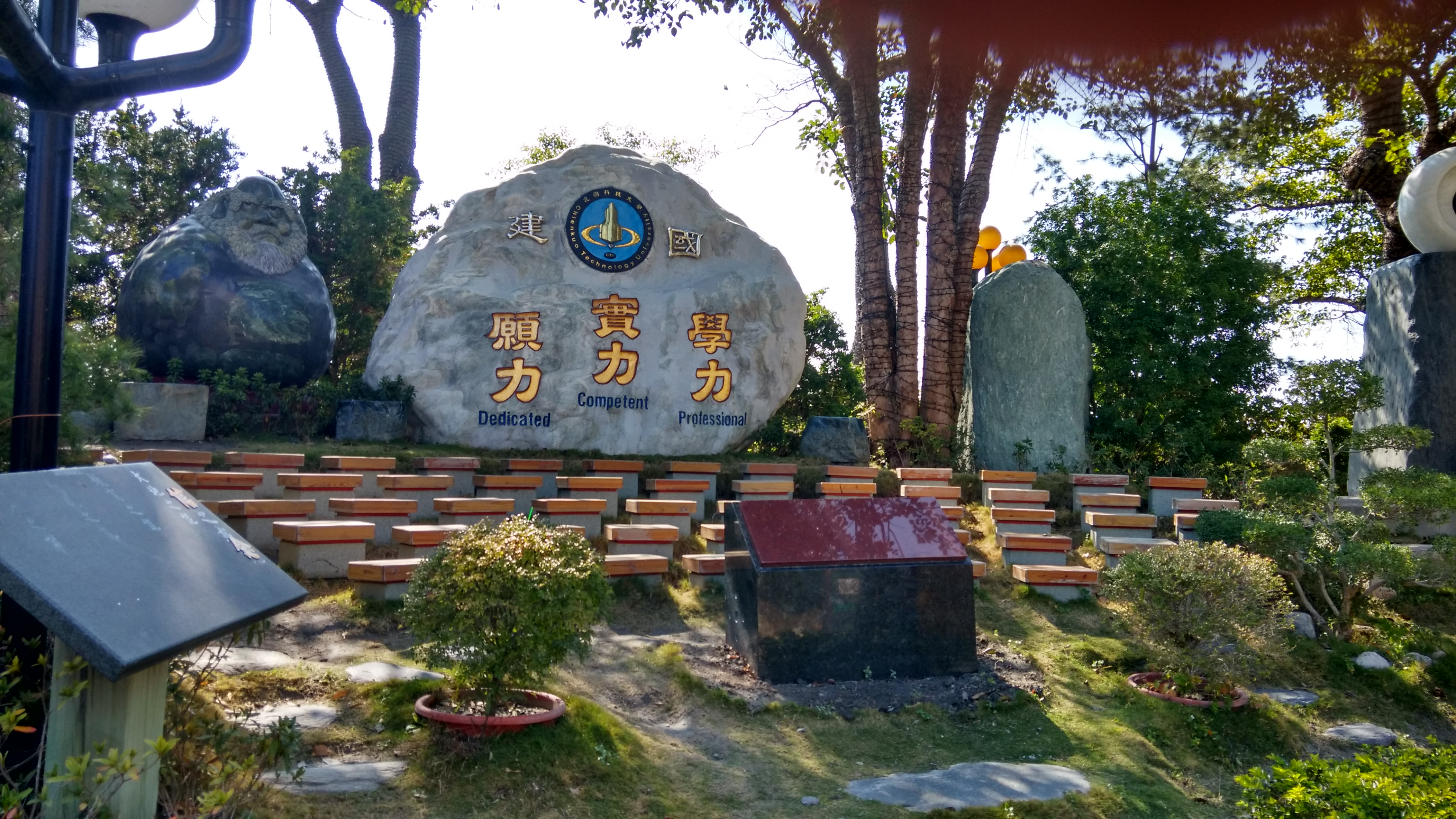
校訓

建國科技大學的發展歷程可分為幾個主要階段，從創校的商業專科學校，逐步轉型為工業專科學校、工商專科學校、技術學院，成為科技大學，並持續在學術、研究、國際合作及產學合作方面取得進展。
以下是建國科技大學的沿革：
一、     商專時期 (1963-1974)
(一) 創校初期：建國科技大學的前身是「私立建國商業專科學校」，於民國54年（1965年）10月23日奉教育部核准設立。創辦人為馬繼先先生，並聘請教育家朱佛定先生為首任校長。
(二) 初期系科：創校時設有五年制會計、國際貿易、企業管理、銀行等四科。
(三) 校園建設：民國54年（1965年）3月，仁愛、力行、實踐樓竣工啟用。民國55年（1966年）9月，忠孝樓（機械工程館）竣工啟用。民國57年（1968年）7月，弘道樓（行政大樓）竣工啟用。
(四) 系科增設：民國57年（1968年）8月，奉准增設二年制企業管理科。民國58年（1969年）8月，奉准增設五年制廣播電視科。
(五) 土地擴展與校長更迭：民國62年（1973年）4月，完成大埔段土地購買手續，取得土地所有權狀。同年8月，朱佛定校長請辭，由徐鳴亞先生繼任校長。11月，董事會改組，由企業家吳聯星先生接任董事長。
二、     工專及工商專時期 (1974-1999)
(一) 改制工業專科學校：民國63年（1974年）1月，董事會通過議案，向教育部申請更改學制為工業專科學校。同年5月28日，奉教育部核准，更名為「私立建國工業專科學校」。
(二) 系科調整：改制後，設五年制機械工程、電機工程、電子工程及土木工程四科，商專各科停止招生。
(三) 校長異動：民國63年（1974年）8月，江鴻先生繼任校長。民國69年（1980年）7月，江鴻校長請辭，由袁立錕先生回校繼任校長。民國81年（1992年）8月1日由洪良德先生接任校長。
(四) 校園建設與系科擴增：此階段陸續有莊敬樓（民國69年，1980年）、自強樓（民國70年，1981年）、中興樓（民國72年，1983年） 等建築竣工啟用。此外，增設二年制夜間部機械工程科（民國71年，1982年）、電子工程科（民國72年，1983年） 等。
(五) 學制擴展：民國78年（1989年）8月，奉准成立二年制日間部電子工程科。民國79年（1990年）8月，增設二年制日間部機械工程科、土木工程科及夜間部土木工程科。民國80年（1991年）8月，增設二年制日間部工業工程與管理科。
(六) 工商專科學校：民國81年（1992年）8月，增設二年制日間部資訊管理科及日、夜間部電機工程科。同年11月，因應商業類科的增設，奉准更改校名為「私立建國工商專科學校」。
三、     技術學院時期 (1999-2004)
(一) 改制技術學院：民國88年（1999年）4月23日，教育部核定學校自同年8月1日起改制為「建國技術學院」，並舉行揭牌典禮。
(二) 系所增設：增設二年制日間部及進修部機械工程系、電機工程系、電子工程系。
(三) 校長交接：民國89年（2000年）8月1日，舉行改制學院第二任校長徐佳銘博士與卸任校長洪良德的交接典禮。民國95年（2006年）8月1日由黃燕飛博士接任校長；民國102年（2013年）8月1日由陳繁興博士接任校長；民國107年（2018年）2月1日由江金山博士接任校長迄今。
(四) 國際交流與合作：此階段學校積極展開國際交流，與中國華中科技大學簽訂交流協議書、與美國聖道大學簽訂交流合作協議書、與韓國慶南大學簽訂合作協議。
(五) 學制與系所擴增：民國90年（2001年）8月1日，奉准成立日間部四技機械工程系、電機工程系、電子工程系、工業工程與管理系、資訊管理系及國際企管等六系。民國91年（2002年）8月，增設機電光系統研究所、自動化工程系、電腦與通訊工程系。民國92年（2003年）8月，增設空間設計系、運動健康與休閒系、商業設計系、美容科。並成立工程、人文、管理與設計四個學群。
四、     科技大學時期 (2004迄今)
(一) 改名科技大學：民國93年（2004年）8月1日，奉教育部核准改名「建國科技大學」。
(二)      學院重組與系所增設：學校整合相關系所成立了工程學院、管理學院、人文學院（後改名生活科技學院）、設計學院。此後陸續增設電機工程研究所（2005年）、製造科技研究所（2006年）、電子工程研究所、數位媒體設計系（2007年）、觀光系（2011年）、遊戲與產品設計系、行銷與服務管理系、美容科技研究所、創意生活應用設計研究所（2012年）、服務與科技管理研究所、媒體與遊戲設計研究所（2013年）。111學年度(2022年) 學院重組為三個學院，「設計學院」與「管理學院」整合改名為「設計暨管理學院」、工程學院與生活科技學院。
(三) 國際化與產學合作：建國科技大學持續深化國際合作，與多國大學締結姊妹校（例如：俄羅斯、日本、土耳其、菲律賓、泰國、德國、烏克蘭等）。同時，積極與企業建立產學合作關係，包括友達光電、中鋼、鴻海科技集團、盛群半導體、丹麥哥本哈根基金、國瑞汽車、智泰科技等，共同培育產業人才。
(四) 榮譽與成就：學校在教學計畫中屢獲補助，師生在國際發明展和技能競賽中屢獲佳績，例如全國微型機器人競賽、德國紅點設計概念大獎、國際發明展金牌、全國技能競賽金牌。校友在各領域表現傑出，多位獲選傑出校友、立法委員及民意代表等；也獲Cheers雜誌調查2025全台最國際化大學排名第10名，2023企業最愛技職大學彰雲嘉排行NO.1。
(五) 近期發展：學校積極推動AI課程教學、綠能產業人才培育，並舉辦多項國際性學術研討會。在民國113年（2024年），學校的學生人數為3,854人。
   本校自創校以來，不斷調整辦學方向以順應時代變遷與社會需求，從商業專業走向工業科技，再發展為綜合型科技大學，並在國際合作、產學鏈結及技職教育方面持續努力。

## 行政單位

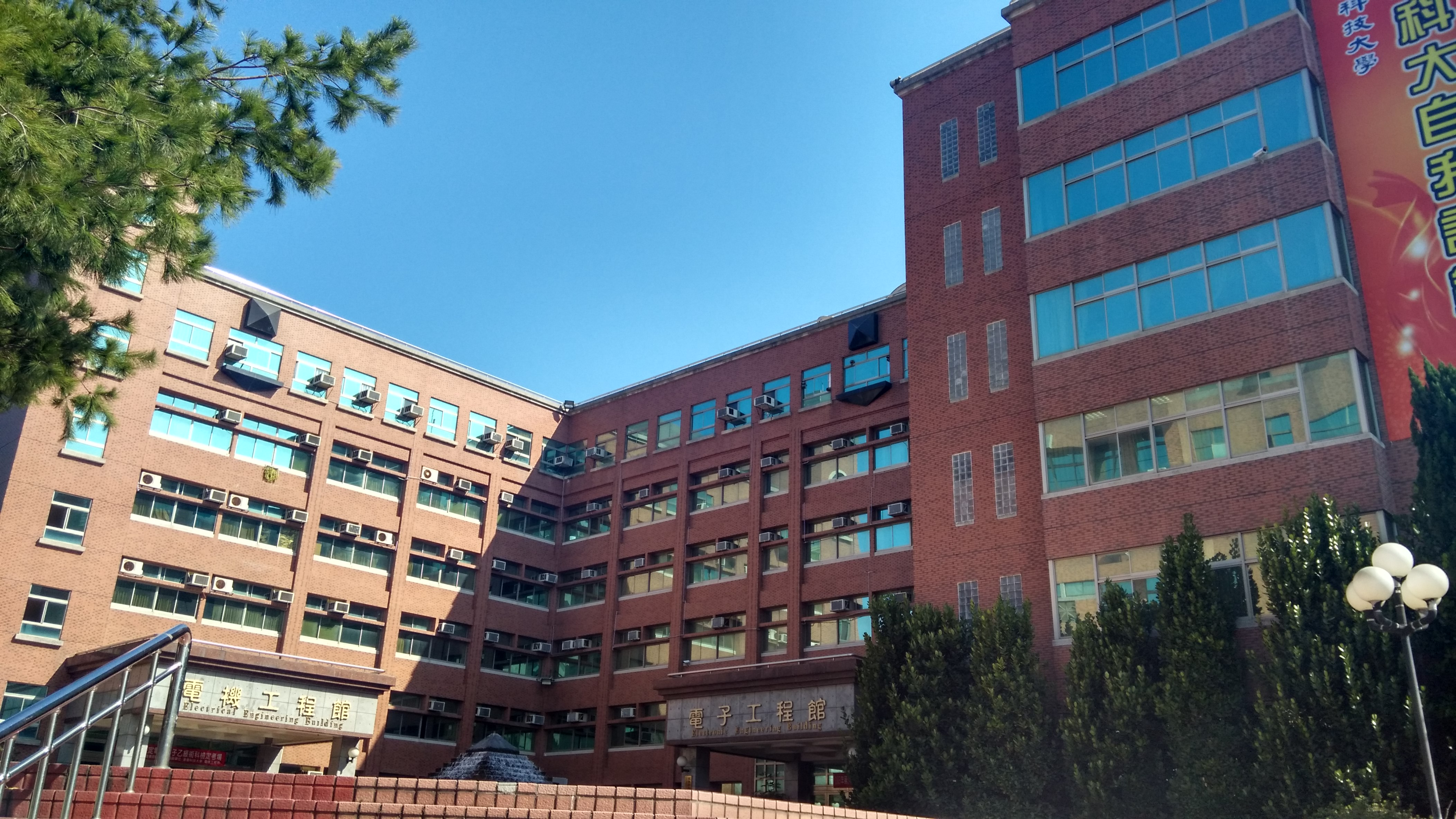
工學院

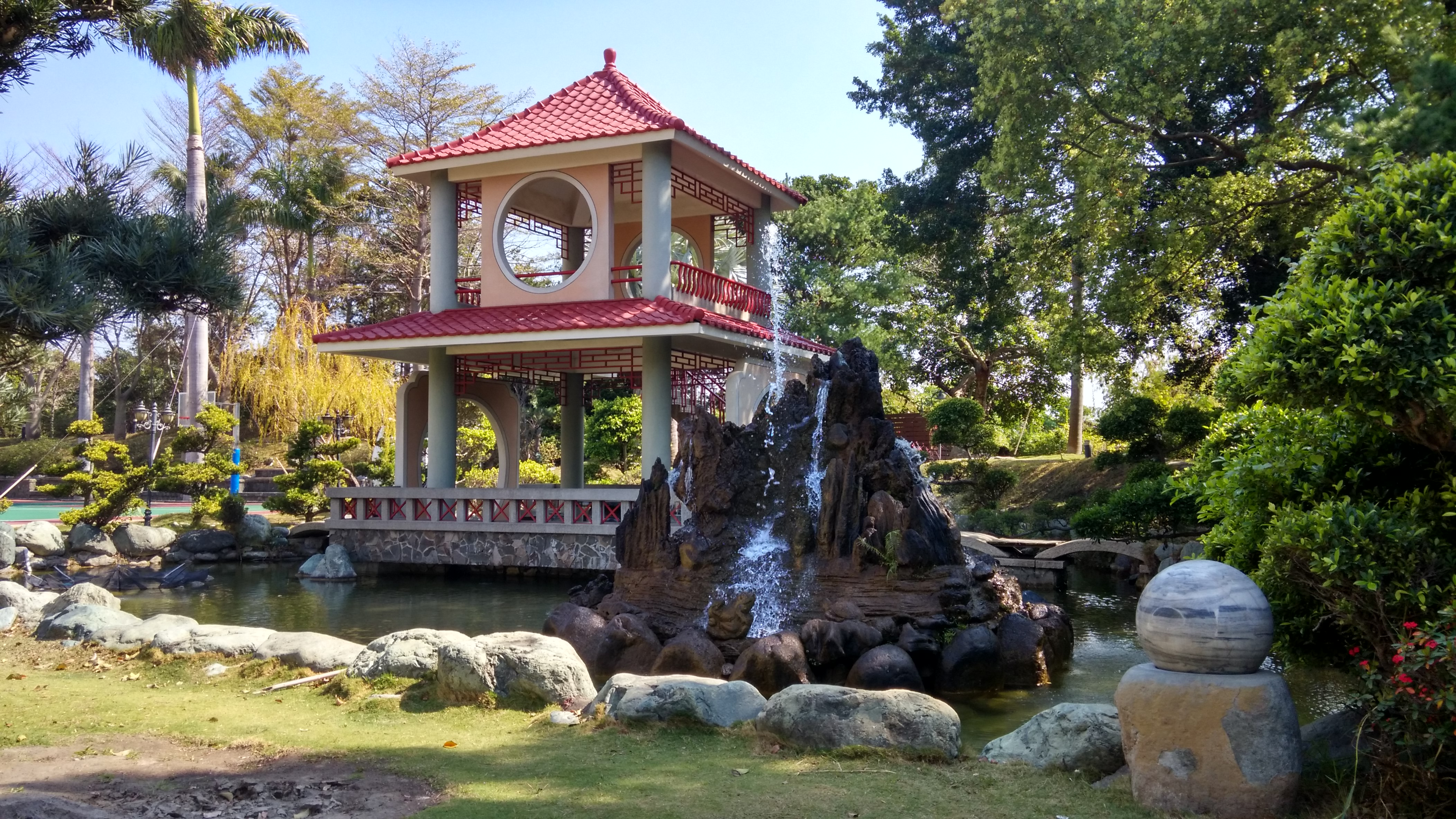
綠崗湖

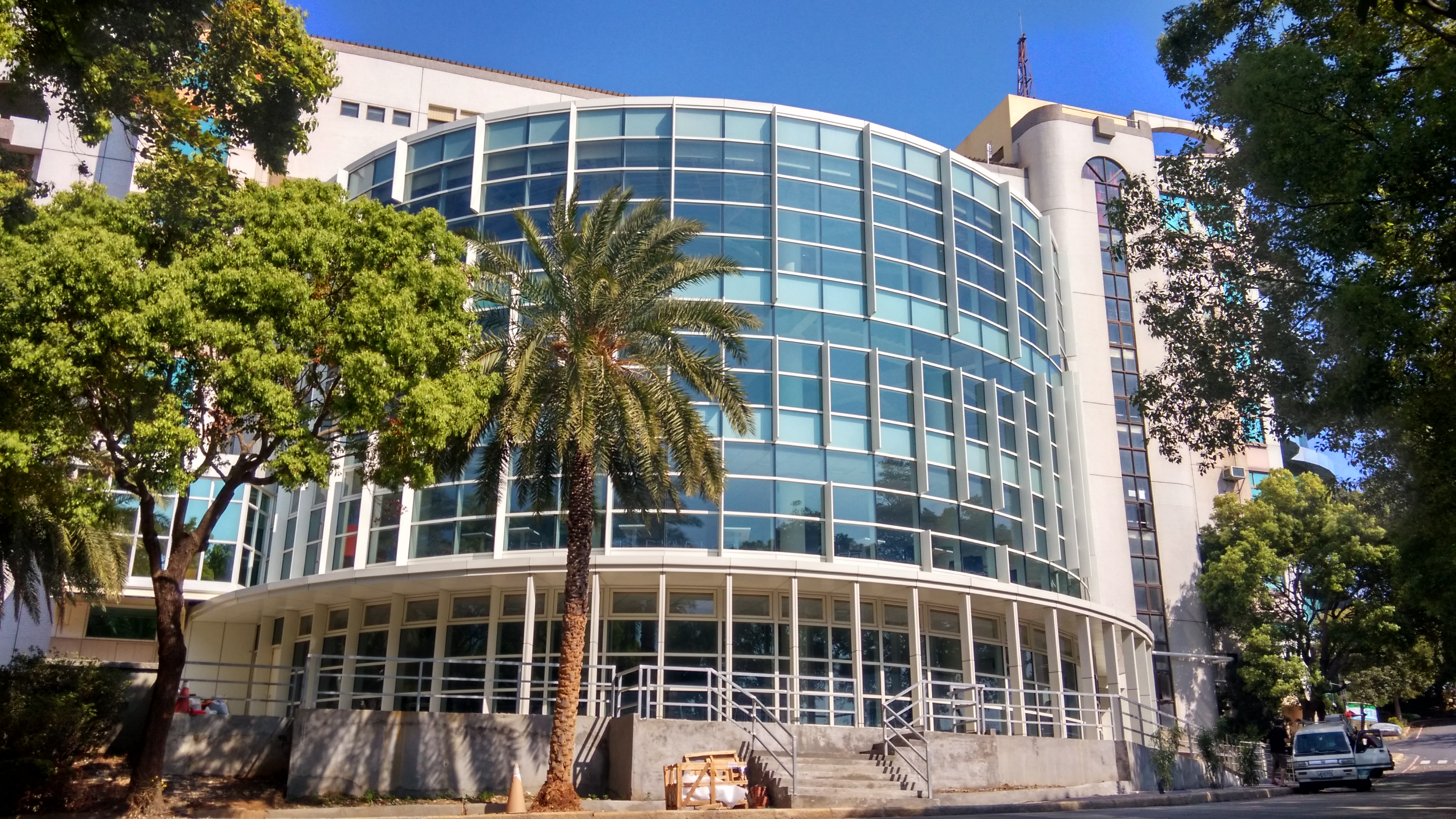
生活美育館

| 董事會 |
| ------ |

| 校長室 |
| ------ |

| 副校長室 |
| -------- |

| 處 | 教務處           | 學生事務處 |
| 處 | 總務處           | 研究發展處 |
| 處 | 國際合作及交流處 | 圖書資訊處 |

| 室 | 秘書室 | 人事室 |
| 室 | 會計室 |        |
| 室 |        |        |

| 中心 | 推廣教育與訓練中心 |  |
| 中心 | 教學資源發展中心   |  |
| 中心 | 軍訓暨校安中心     |  |

| 進修部 |
| ------ |

## 教學單位
| 工程學院 | 土木工程系           | 土木防災研究所             |
| 工程學院 | 機械工程系先進車輛組 | 機械工程系暨製造科技研究所 |
| 工程學院 | 電機工程暨研究所     | 電子工程系                 |
| 工程學院 |                      |                            |

| 設計暨管理學院 | 國際企業管理系           |                          |
| 設計暨管理學院 | 行銷與服務管理系         | 創意產品與遊戲設計系     |
| 設計暨管理學院 | 視覺傳達設計系商業設計組 | 視覺傳達設計系媒體設計組 |
| 設計暨管理學院 | 服務與科技管理研究所     |                          |

| 生活科技學院 | 美容科技研究所   | 美容系     |
| 生活科技學院 | 運動健康與休閒系 | 應用外語系 |
| 生活科技學院 | 觀光系           |            |

| 通識教育中心 |
| ------------ |

| 體育室 |
| ------ |

## 研究中心
| 研究中心 | 精密產品快速開發技術研發中心 | 創新育成中心                     |
| 研究中心 | 媒體與文化研究室             | RFID應用與發展研究中心           |
| 研究中心 | 空間資訊與防災科技研發中心   | 機電光技術應用暨系統整合研發中心 |
| 研究中心 | 時尚生活美學技術發展中心     | 虛擬實境研究中心                 |
| 研究中心 | 織襪產業發展研究中心         | 民意調查中心                     |

## 知名校友
- 王秋冬：現任臺北市政府勞動局局長、前臺中市政府民政局局長、臺中市議員、行政院中部聯合服務中心副執行長。
- 顏寬恆：現任立法委員，曾任國大代表。
- 黃振彥：曾任鹿港鎮長，曾任彰化縣議員。
- 許志宏：現任彰化縣鹿港鎮長，曾任鹿港鎮民代表會主席
- 林麗蟬：現任基隆市政府兒童及少年事務處處長、柬埔寨華人，曾任立法委員，曾獲選中華民國十大傑出青年。
- 潘俊佳：台灣男歌手，前MP魔幻力量主唱
- 陳秀寶：現任立法委員，民主進步黨立法院黨團副書記長，曾任彰化縣議會議員。
- 林季進：現任鑫永銓股份有限公司董事長，鑫永銓股份有限公司為台灣最大橡膠輸送帶製造商。
- 顏世陸：現任惠來建設股份有限公司總經理、惠來谷關溫泉會館總經理
- 楊奕焜：現任頂裕(飯友)食品(股)公司 董事長、中華民國日用雜貨公會全國聯合會理事長、台灣罐頭食品工業同業公會監事會召集人、建國科技大學傑出校友、建國科技大學校友總會第十屆理事長
- 林孟令：現任臺中市議會第四屆議員，曾任臺中縣龍井鄉鄉民代表、臺中市議會第三屆市議員。
- 張建豐：現任彰化縣政府機要秘書，曾任彰化縣農會總幹事、員林果菜市場股份有限公司副總經理。
- 林上琦：現任長春英利汽車工業股份有限公司副總經理
- 張瑞泰：現任卡登實業股份有限公司董事長、卡登企業有限公司董事長
- 陳穎青：現任彰化縣工商發展投資策進會副總幹事、彰化縣婦女會理事長
- 張玉嬿：現任臺中市議會第四屆議員、曾任臺中市議會第二及三屆市議員、民進黨台中市黨部執行委員及黨代表
- 黃文祥：現任雲林縣議會議員、雲林縣議會第17、18、19 屆議員 水林鄉民代表會第17、18 屆代表
- 陳銌銌：現任彰化縣議會議員
- 高龍奎：現任彰化縣彰化市民代表會代表、宇申電機、宇德營造、偉群工程等負責人
- 施義成：現任彰化縣鹿港鎮民代表會代表、曾任第18、19、20、21屆鹿港鎮民代表
- 翁啟祐：現任彰化縣花壇鄉民代表會代表
- 丁志昱：現任國立二林高級工商職業學校校長、曾任[[國立馬公高級中學]]校長、[[國立彰化女子高級中學]]教務主任、學務主任、總務主任、圖書館主任。
- 林株啓：現任建國科技大學副主任祕書、中華學生社團教育學會常務理事、中華學生事務學會理事、榮獲教育部110年友善校園獎-全國學務人員、112年度中華民國教育學術團體聯合年會-服務獎獎項。
- 謝志福：現任杏昌健康服務股份有限公司董事
- 陳慈德：現任福華電子股份有限公司董事長
- 胡彩郁：現任郁綺有限公司負責人
- 陳金蓮：現任金三元科技有限公司董事長
- 林詩清：現任智原科技開發部部長
- 陳儀倉：現任鈺傑自動化控制公司總經理
- 謝永陽：現任大陽精機廠股份有限公司總經理
- 陳鍾賢：現任財團法人金屬工業研究發展中心副處長
- 鐘孟良：現任國立交通大學電機博士、鉅怡智慧（FaceHeart）股份有限公司共同創辦人
- 黃建嵐：現任國立雲林科技大學電機博士、幸康電子股份有限公司研發經理
- 洪珨隆：國立中正大學電機博士、建國科大教授
- 陳敬坤：現任東宏綜合配電股份有限公司研發經理
- 伍釗宏：現任政聿企業有限公司總經理
- 余賢雄：現任賢龍水電工程有限公司負責人
- 游秋男：現任赫里翁國際股份有限公司董事長、里荷雅企業股份有限公司 董事長
- 黃朝暉：現任Senior Principal Scientist（高級首席科學家）, Pfizer, UNITED STATES（美國輝瑞藥廠）、Senior Scientist（高級科學家）, Merck/MSD, UNITED STATES（美國默克藥廠）

- 謝鴻瑞：現任凌群電腦股份有限公司處長
- 黃廷軒：現任未來農場工程股份有限公司董事長
- 邱振原：現任廣東省土木建築學會 副教授
- 陳郁雄：現任御品園科技有限公司負責人、芳苑鄉農會青年農民聯誼會 會長
- 羅瑞鈴：現任台中太平洋惠文店土地開發部襄理
- 陳采綺：現任采綺民俗調理整體造型設計館負責人
- 薛秉荃：現任旺秉豐國際有限公司及旺村豐彩藝有限公司總經理
- 陳冠志：現任延昌機械廠總經理、彰化雲林同鄉會理事長
- 陳安路：現任啡文學概念咖啡創辦人
- 陳逸樺：現任瑞元彈簧企業公司廠長
- 詹瑞鵬：現任俊利交通器材股份有限公司董事長、大台中數位有線電視股份有限公司董事長
- 林柏榮：現任好師傅居家清潔有限公司執行長
- 林郁呈：現任MUSE髮藝 美學總監
- 郭開熏：現任香熏緻身心調理館總裁
- 林治學：現任正長松建材有限公司負責人

## 校友服務
- 建國科技大學校友會總會 （页面存档备份，存于）
- 建国科技大学校友服務平台

## 参閲
- 發展典範科技大學計畫
- 獎勵大學教學卓越計畫

## 歷年日間部師生比及新生註冊率
- 112學年度日間部學生人數2215，專任老師人數155，日間部師生比14.29（學生數/老師數）。

- 112學年度新生註冊率55.20%。
- 113學年度新生註冊率 57.37%。

## 外部連結
- 建國科技大學 （页面存档备份，存于）
- 建國科技大學的Facebook專頁
- 未來設計的無限可能！建國科大設計學院展出學生創新作品  https://www.watchmedia01.com/archives/400558
- 建國科大徵才博覽會 52家企業釋近1700個職缺 https://www.ntdtv.com.tw/b5/20250424/video/402369.html
- 建國科大國際研習讓你夢想成真　學制與年齡都不是問題 https://focus.586.com.tw/2025/03/27/p341997/
- 建國科大攜手精誠中學 奪高雄國際發明展4金 https://www.ntdtv.com.tw/b5/20241218/video/400194.html
- 彰化建國科大創意調香暨頭部芳香調理競賽 https://focus.586.com.tw/2024/12/20/p332122/
- 建國科大第47屆國際技能競賽奪兩銅牌 續寫榮耀傳奇 https://tw.news.yahoo.com/%E6%9C%89%E5%BD%B1%E7%89%87-%E5%BB%BA%E5%9C%8B%E7%A7%91%E5%A4%A7%E7%AC%AC47%E5%B1%86%E5%9C%8B%E9%9A%9B%E6%8A%80%E8%83%BD%E7%AB%B6%E8%B3%BD%E5%A5%AA%E5%85%A9%E9%8A%85%E7%89%8C-%E7%BA%8C%E5%AF%AB%E6%A6%AE%E8%80%80%E5%82%B3%E5%A5%87-123318651.html （页面存档备份，存于）

1. ↑  .   [2023-01-15]. （原始内容存档于2023-01-01）.
2. ↑  教育部新生(含境外生)註冊率-以「校」統計
 （页面存档备份，存于）